# Francisca Villela Zavala
Francisca Villela Zavala (Tegucigalpa, 30 de mayo de 1978) es una abogada y actual magistrada de la Sala de lo Constitucional de la Corte Suprema de Justicia hondureña, a proposición del Partido Libre. Se desempeña también como consejera presidenta del Consejo de la Carrera Judicial para el período 2023-2026. Antes de escalar a la cúpula del Poder Judicial se desempeñó como asistente letrada de la Sala de lo Civil. 